# MEBO II
De MEBO II was het zendschip van Radio Noordzee Internationaal (RNI), in gebruik van 1970 tot 1974.
Het schip werd in 1948 gebouwd bij N.V. Scheepsbouwwerf v/h De Groot & van Vliet te Slikkerveer, voor Schellen Scheepvaart & Bevrachting N.V., Rotterdam en werd gedoopt als Silvretta. De roepnaam was PHMQ. Het werd op 21 november 1969 verkocht aan Mebo S.A., een te Panama gevestigde onderneming van de Zwitsers Erwin Meister en Edwin Bollier. Het werd herdoopt in MEBO II; naar de eerste twee letters van de achternamen van de eigenaren (MEister en BOllier) en II omdat het hun tweede schip onder die naam was.
In december 1969 werd de MEBO II bij De Groot & van Vliet omgebouwd tot zendschip, waarbij de romp opvallend werd beschilderd in rood, geel en groen. Er werd een 30 meter hoge zendmast geplaatst, en aan boord kwamen vier zenders: een 100 kilowatt zender voor de middengolf; twee 10 kW zenders voor de korte golf, en een FM-zender.
Op 22 januari 1970 vertrok het schip naar de Noordzee en ging voor de kust van Scheveningen voor anker op positie 52.52 NB - 03.50 OL. Eind februari 1970 begon Radio Nordsee International vanaf het schip met uitzenden. Omdat Nederland destijds het Verdrag van Straatsburg nog niet had geratificeerd was een zeezender niet strafbaar. Op 23 maart 1970 voer het schip naar de Engelse kust en ankerde voor Clacton-on-Sea, maar na daar aanhoudend last te hebben gehad van een Britse stoorzender, keerde het op 23 of 24 juli 1970 weer terug naar Nederland, en ankerde weer voor de kust van Scheveningen.
Op 29 augustus zou Kees Manders, beoogd commercieel directeur van Radio Noordzee, hebben geprobeerd met behulp van een sleepboot het schip te kapen, wegens een financiële vordering op de eigenaren. Het fregat Van Nes zette koers naar het zendschip om bij moeilijkheden tussenbeide te kunnen komen. Volgens Manders was er van een poging tot kaping geen sprake en had hij in de beste verstandhouding een zakelijk gesprek gehad met de kapitein.
Concurrent Radio Veronica bood Meister en Bollier een groot bedrag om met uitzenden te stoppen en plaatste een kapitein aan boord van de MEBO II. Deze werd van boord gelokt, de afkoopsom werd teruggestort, en in februari 1971 werden de uitzendingen hervat, nu door Radio Noordzee, dat daartoe het schip huurde van Meister en Bollier. Op 15 mei 1971 brak aan boord brand uit op het achterschip als gevolg van een in opdracht van Radio Veronica gepleegde bomaanslag. De zender ging uit de lucht. Er kwam hulp van blusboten die de brand snel wisten te doven. Er vielen geen gewonden. De schade aan de MEBO II bleef beperkt; het bovendeel van de kombuis en het achterdek waren grotendeels afgebrand. De volgende dag was de zender weer in de lucht.
Op 22 november 1971 sloeg de MEBO II van de ankers, Radio Noordzee Internationaal is hierdoor gedurende ruim 8 uur uit de lucht. De sleepboten ‘MV Smithbank’ en ‘MV Thames’ leiden het zendschip weer naar de originele ligplek. Paul May en Leo van der Goot brengen uitgebreid verslag van de gebeurtenissen. Op 23 februari 1973 sloeg de MEBO II nogmaals van de ankers.
Nadat Nederland in 1974 het Verdrag van Straatsburg ratificeerde werd uitzenden vanaf een schip per 1 september 1974 strafbaar. Radio Noordzee stopte op 31 augustus met uitzenden, en op 9 september 1974 meerde de MEBO II in de haven van Slikkerveer voor de scheepswerf De Groot van Vliet af. Op 10 oktober 1974 werd dit schip en ook de MEBO I daar door justitie aan de ketting gelegd. De zenders aan boord van de MEBO II werden door de toenmalige Radiocontroledienst (RCD) van de PTT verzegeld, omdat ze niet mochten worden gebruikt voor uitzendingen. Toen er aanwijzingen waren dat het schip weer zendklaar werd gemaakt en naar de Middellandse Zee zou varen om het zenden te hervatten werd eind december 1974 de zendapparatuur door de rechtbank in Rotterdam verbeurd verklaard.
In maart 1978 werd het schip verkocht naar Libië en herdoopt in El Fatah. Moammar al-Qadhafi gebruikte het schip enige tijd voor zijn staatsradio. Begin jaren tachtig werd het door de Libische marine als doelschip gebruikt, waarbij het in de Golf van Sidra tot zinken werd gebracht - in 1981 of in 1984.